# Lobsang Rampa
Lobsang Rampa (1910-1981) era o pseudónimo de Cyril Hoskins, escritor que alegava ter sido um lama tibetano, com 20 livros publicados. No seu livro chamado A Terceira Visão, apresenta uma capa com um olho no centro da testa.
Muitas polêmicas cercam o autor. Viveu a primeira parte da sua vida no Tibete, onde, segundo dizia, "adquiriu conhecimento suficiente" para poder transmitir-nos nas suas obras. Suas obras relatam toda a sua trajetória de vida, passando por ensinamentos milenares.
Seus livros popularizaram assuntos relacionados ao Lamaísmo Tibetano, viagem astral e o poder da mente….

## Livros de Lobsang Rampa
- A Terceira Visão (The Third Eye, 1956)

Numa narrativa entremeada por detalhes sobre a vida no Tibete - os costumes e rituais populares que resiste a ocupação chinesa -, ele descreve sua experiência mística e os dons paranormais despertados após sua iniciação religiosa, aos 7 anos de idade, até sua partida de Lhasa, em 1927.
- O Médico de Lhasa (Doctor from Lhasa, 1959)

No livro, o autor afirmava ter nascido em Lhasa, capital do Tibete, onde recebeu o preparo para tornar-se sacerdote-cirurgião, sob as bênçãos do XIII Dalai Lama. Ainda jovem, sofreu uma operação especial para a abertura do seu "terceiro olho", que lhe deu poderes de clarividência. Polêmicas à parte, é evidente o conhecimento que o autor demonstra sobre os temas abordados em suas obras. Em "O Médico de Lhasa", continuação de sua autobiografia, Lobsang Rampa narra sua fantástica aprendizagem na arte de curar, suas experiências e descobertas na China ocidental e suas aventuras na Segunda Guerra Mundial, quando caiu nas mãos dos japoneses e conseguiu sobreviver às torturas infligidas por seus inimigos.
- Entre os Monges do Tibete (The Rampa Story, 1960)
- A Caverna dos Antigos (Cave of the Ancients, 1963)

O jovem Rampa narra sua visita acompanhado de seus mestres a uma caverna onde estão guardados diversos objetos que pertenceram a uma civilização antiga desaparecida.
- Minha Vida com o Lama (Living with the Lama, 1964)

Uma parte da biografia de Rampa, narrada por sua gata de estimação, com a qual ele dizia poder comunicar-se.
Este livro retrata, como nenhum outro, a vida de um animal, neste caso uma gata, desde o seu nascimento até ao final dos seus dias.
O inédito é que toda a história é narrada na 1ª pessoa, ou seja, o “verdadeiro” autor do livro é Fifi, a gata, que nos vai contando a sua história de vida, todas as situações por que vai passando, desde o seu nascimento “aristocrático”, passando pelos maus tratos a que foi sujeita, abandono, dor, a experiência de ser tratada como um mero “objeto” do capricho dos seres humanos com quem se vai cruzando.
Fala-nos das suas alegrias e tristezas, sob o ponto de vista de um animal e, certamente, nos faz pensar sobre as nossas próprias atitudes, enquanto seres humanos, enquanto sociedade que deveria proteger os que não têm voz para emitir uma opinião ou expressar o que sentem.
Esta é uma história comovente, narrada com realismo, de grande valor humano e moral, que nos cativa da primeira à última página.
- Você e a Eternidade (You Forever, 1965)

Curso intensivo de Metafísica, que originalmente seria lançado em vários fascículos, mas por questões práticas, acabou sendo lançado como livro mesmo. Nele, Lobsang Rampa passa ensinamentos e exercícios para a realização de viagens astrais, bem como explana sobre a Aura e o Etérico, além de técnicas de respiração e iniciação à pratica da Ioga.
- A Sabedoria dos Lamas (Wisdom of the Ancients, 1965)

Trata-se de um dicionário sobre assuntos relacionados ao ocultismo.
- O Manto Amarelo (The Saffron Robe, 1966)
- Capítulos da Vida (Chapters of Life, 1967)
- Além do 1o Decimo (Beyond The Tenth, 1969)

Neste livro, Lobsang Rampa diz que o ser humano tem apenas um décimo de sua personalidade iluminada por sua consciência e os outros nove décimos por tudo que é chamado de "subconsciente". Este livro é sobre as capacidades ocultas destes nove décimos da mente.
- A Chama Sagrada (Feeding the Flame, 1971)
- O Eremita (The Hermit, 1971)

Rampa escreve neste livro a história narrada por um monge cego que conheceu em sua juventude. Este diz ter conhecido os "Jardineiros da Terra", um grupo de extraterrestres que tem como missão espalhar a vida e cuidar das bases sociais pelo universo. Os Jardineiros mostram ao Eremita a formação da vida na Terra.
- A Décima Terceira Vela (The Thirteenth Candle, 1972)
- Luz de Vela (Candlelight, 1973)
- Sol Poente (Twilight, 1975)
- Foi Assim! (As It Was, 1976)
- A Fé Que Me Guia (I Believe, 1976)
- Três Vidas (Three Lives, 1977)
- O Sabio do Tibete (Tibetan Sage, 1980)

Estranhas Maquinas Revelam o Passado, o Presente e o Futuro ao Atônito Noviço Lobsang Rampa. o Leitor de o Sábio do Tibete Comungara de sua Perplexidade, Numa Viagem Fascinante, mas Absolutamente Verdadeira.
- Minha Visita a Vênus (My Visit to Venus, 1988)

Capa de Minha Visita a Vênus em português © 2009

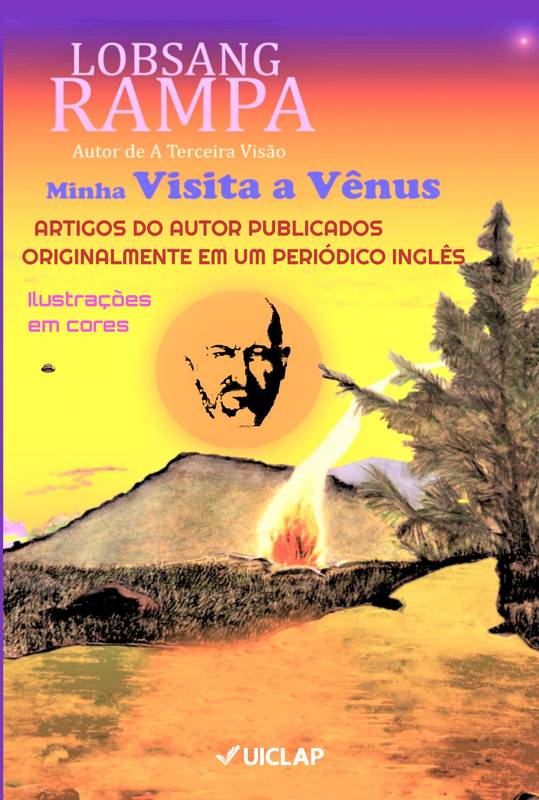
Capa do Minha Visita a Vênus, artigos de Rampa, em português. Ed. Uiclap

Este livro foi lançado postumamente e trata-se de compilações de artigos escritos por Rampa para uma revista inglesa em 1957 e que foram lançados informalmente como livro na época. Há uma carta do Dr. Rampa ao editor original (de 1957) em que ele cita que autorizaria a publicação desta obra, se o mesmo atendesse sua solicitação. Segue a transcrição de dita carta:
"Sr. Gray Barker Caixa Postal 2228
Clarksburg West Virginia 31, outubro 1966
Caro Sr. Barker,
Este livro não deveria ter sido publicado, realmente, mas eu estou preparado para acreditar que você o publicou de boa fé, sob a suposição de que eu estava na América do Sul e não tão disponível.
Para regularizar a sua situação, sugiro isto: você faz duas alterações conforme solicitado por mim, e dar-lhe-ei permissão para publicar e vender o livro. Não receberei royalties por este livro, "Minha Visita a Vênus," mas você pode enviar dez por cento de seus lucros para The Save A Cat League (Liga Salve um Gato) da 245 West 25th Street, Nova Iorque, porque os pobres gatos pequenos têm um tempo miserável neste mundo adverso.
Você e eu tivemos um momento difícil nas mãos da ignorância, tão bombástica e maldosa, e eu NUNCA tive nenhuma oportunidade de dar a minha versão da questão. Os idiotas da imprensa são como cães raivosos no seu ódio insensato ao que eles não entendem.
Digo-te definitiva e categoricamente que todos os meus livros são verdadeiros, são as minhas próprias experiências pessoais, e eu sou quem afirmo ser.
Atenciosamente,
T. Lobsang Rampa"
Ainda sobre esse livro - Minha Visita a Vênus, de 1957 -  T. Lobsang Rampa escreveu em seu livro “A Chama Sagrada” (Feeding the Flame) - editora Record/Nova Era - em 1971: "Outra pessoa escreve referindo-se a Minha Visita a Vênus. Mas deixem-me dizer aqui, clara e definitivamente, que não recomendo aquele “Livro”. São apenas algumas páginas contendo alguns artigos que escrevi há anos e contêm algumas ilustrações - bem, considero-as modernista - feitas por mim. Esse livro, incluindo partes de meu trabalho e de uma porção de coisas bombásticas, foi publicado sem minha autorização e contra meus desejos.” - Mas o público brasileiro e português fã deste autor e, por quê não, os que o estão conhecendo agora, apreciam este incrível relato do extraordinário Lama tibetano, inédito em nossa língua até 2009, ano em que foi lançado em português. Esta edição esboça um leão, símbolo do Tibete, na capa. 